# 堀秀成
堀 秀成（ほり ひでなり、文政2年12月6日（1820年1月21日） - 明治20年（1887年）10月3日）は、幕末から明治期の国学者、神職。下総国古河藩士。別名は茂足。通称は内記、八左衛門。号は琴舎、足穂家。
1840年代に、駿河国など全国各地に赴き、執筆、講演した。また、皇大神宮の禰宜となった。明治期には伊勢神宮や金刀比羅宮（明道黌）で教師を務めた。研究分野は主として音義説。